# Jumping Ship
Jumping Ship is een Disney Channel Original Movie uit 2001 onder regie van Michael Lange.

## Verhaal
Michael en zijn neef Tommy denken een leuke tijd te hebben aan boord van een schip. Wanneer ze worden aangevallen door piraten, zijn ze gedwongen dit schip te verlaten. Ze stranden op een onbewoon eiland en moeten, samen met de kapitein Jake, zien te overleven.

## Rolverdeling
| Acteur             | Personage     |
| ------------------ | ------------- |
| Joseph Lawrence    | Michael Woods |
| Matthew Lawrence   | Jake Hunter   |
| Andrew Lawrence    | Tommy Biggs   |
| Susan Walters      | Jules Biggs   |
| Martin Dingle-Wall | Dante         |
| Anthony Wong       | Frakes        |